# SMS Cap Trafalgar
Le SMS Cap Trafalgar est le plus gros paquebot à vapeur de la compagnie maritime allemande, la Hamburg Süd, à son lancement.
Il fut mis en ligne pour desservir le Brésil, l'Uruguay et l'Argentine, via l'Espagne et le Portugal. Il est réquisitionné par la marine impériale allemande en 1914, pour être transformé en croiseur auxiliaire et coulé le 14 septembre 1914 par le Carmania lors de la première bataille navale entre paquebots.

## Historique

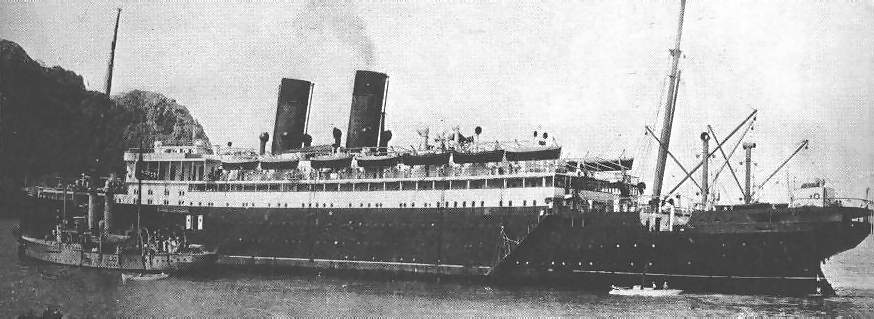
Le Cap Trafalgar et le SMS Eber en 1914.

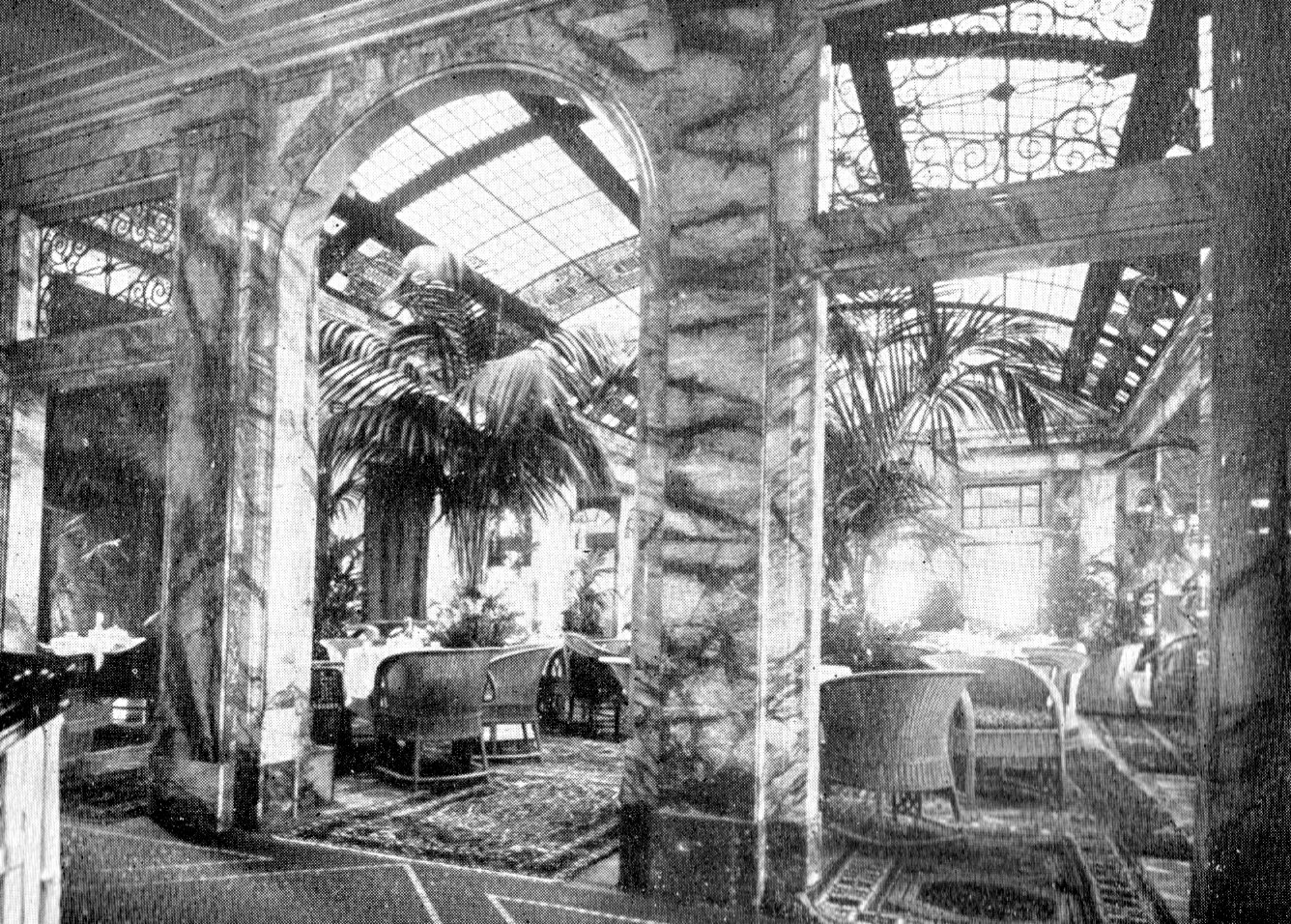
Jardin d'hiver avec portail de marbre du Cap Trafalgar au printemps 1914.

Le bateau est construit par le chantier naval de la Vulkanwerft Hamburg, filiale de la AG Vulcan Stettin et mis à l'eau en octobre 1913. Il mesure 186 m de long, 22 m de large et a une vitesse de 17 nœuds.
Il dessert la ligne de Hambourg en Amérique du Sud et transporte nombre d'émigrants d'Allemagne vers le Brésil, ou l'Argentine.
Il se trouve en Amérique du Sud, lorsque la déclaration de guerre est proclamée et il est donc réquisitionné par la marine impériale allemande selon les lois militaires en vigueur. Tous les passagers — et les membres de l'équipage qui ne sont pas en mesure de combattre — sont donc débarqués à Montevideo, tandis que du personnel allemand enrôlé, venant des ports et des entreprises commerciales sud-américaines les remplace. Le paquebot mouille ensuite à l'île de Trindade au large du Brésil, pays neutre jusqu'en 1917, avec le vapeur allemand Steiermark, de la Hamburg America Line, et la canonnière SMS Eber. Celle-ci transfère au paquebot ses munitions, ses armes — les plus importantes étant ses deux canons de 10,5 cm et ses six canons  de 3,7 cm — ses officiers et la majeure partie de son équipage, pour transformer le navire en croiseur auxiliaire, déguisé en paquebot britannique Carmania et sous le commandement du korvettenkapitän Wirth.

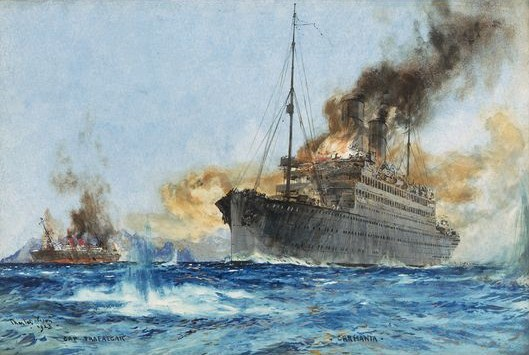
Le combat du Cap Trafalgar et du Carmania.

Par coïncidence, c'est justement ici que le croiseur original de la Royal Navy RMS Carmania, ancien paquebot de la Cunard Line, le découvre, ainsi que deux navires allemands transportant du charbon, au petit matin du 14 septembre 1914. Les deux navires se dirigent vers la haute mer pour faciliter leurs manœuvres. Le Cap Trafalgar envoie des messages chiffrés annonçant la position de 35 degrés ouest et de 26 degrés sud, et l'affrontement imminent avec le Carmania, qui avait pour mission d'empêcher les Allemands de transformer l'île en base de ravitaillement et donc de détruire leurs bateaux. Les deux navires ennemis se tournent ensuite l'un vers l'autre et commencent une bataille navale qui va durer deux heures. Le Carmania est sérieusement touché, mais le Cap Trafalgar commence à descendre ses canots de sauvetage, car il est atteint sous sa ligne de flottaison et commence à couler. Deux cent soixante-dix-neuf marins parviennent à s'en échapper et sont sauvés par les transporteurs de charbon. Cinquante-et-un sont tués pendant l'affrontement, dont le capitaine Wirth. Du côté britannique, neuf marins sont tués.
C'est alors que le SMS Kronprinz Wilhelm arrive pour porter secours aux Allemands, mais le code SOS étant envoyé aussi en anglais par le Carmania, il craint un piège des Britanniques et change de route. Les survivants du Cap Trafalgar sont finalement débarqués à Montevideo et les Britanniques au Brésil.